# UseModWiki
UseModWiki je software pro wiki, který v letech 1999 až 2000 vytvořil Clifford Adams v programovacím jazyku Perl. Stránky v systému UseModWiki jsou uloženy pouze v jednoduchých textových souborech (podobně jako formát CSV), nikoliv ve výkonnější relační databázi.
Produkt je nabízen pod svobodnou licencí GNU General Public License.
Také ho používala Wikipedie před přechodem na MediaWiki.

## Historie
| Datum             | Verze |
| ----------------- | ----- |
| 22. leden 2000    | 0.70  |
| 18. červen 2000   | 0.80  |
| 15. červenec 2000 | 0.82  |
| 26. srpen 2000    | 0.86  |
| 12. říjen 2000    | 0.88  |
| 24. prosinec 2000 | 0.90  |
| 16. únor 2001     | 0.91  |
| 21. duben 2001    | 0.92  |
| 12. srpen 2003    | 1.00  |

## Wiki systémy odvozené z UseModWiki
- MediaWiki
- Oddmuse (vychází z UseModWiki 0.92)